# Pán světa (Jules Verne)
Pán světa (1904, Maître du monde) je dobrodružný vědeckofantastický román francouzského spisovatele Julesa Verna z jeho cyklu Podivuhodné cesty (Les Voyages extraordinaires). Jde o předposlední Vernův dokončený román, který Verne napsal jako pokračování své knihy Robur Dobyvatel (Robur le Conquérant) z roku 1886.

## Obsah románu
Obě knihy spojuje postava geniálního vynálezce inženýra Robura. Zatímco v prvním díle může být Robur ještě považován v podstatě za sympatickou postavu, v této knize se z něho stává zločinec, který chce ovládnout svět. K tomu mu má posloužit nový úžasný univerzální dopravní prostředek zvaný Postrach, který může létat jako letadlo, jezdit po souši jako automobil, plout po hladině jako loď nebo se ponořit jako ponorka, přičemž přechod z jednoho dopravního režimu do druhého je plynulý a nevyžaduje žádné dílenské úpravy.
Tento stroj Robur postavil ze zbytků druhého exempláře Albatrosu (viz knihu Robur Dobyvatel) ve své tajné základně na hoře Great Eyry v Apalačském pohoří v západní části amerického státu Severní Karolína. Tato činnost je však doprovázena hukotem a za noci sinalým světlem. Z kotlovitého vrcholu hory šlehají plameny, stoupá dým, popel a saze. Tyto úkazy s velkým znepokojením sledují nejen obyvatelé blízkého městečka Pleasant Garden, ale také vláda USA, která vysílá svého zvláštního agenta inspektora Strocka, aby záhadné události vysvětlil. Strock se pokouší na Great Eyry vystoupit, ale musí se těsně pod vrcholem vrátit, protože další výstup je již nad jeho síly.

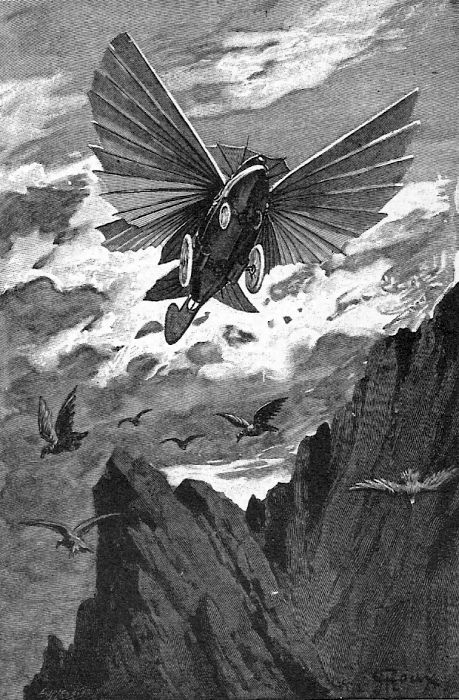
Roburův létající stroj Postrach, ilustrace Georga Rouxe k románu Pán světa.

O čtrnáct dní později je v okolí Filadelfie pozorováno neznámé vozidlo, které se řítí po ulicích obrovskou rychlostí. Toto vozidlo se také zúčastní automobilových závodů wisconsinského autoklubu, kde hladce poráží všechny motocykly a auta jedoucí rychlostí 120 kilometrů za hodinu (včetně údajného vozu značky Laurin & Klement) a po průjezdu městem Milwaukee rychlostí přes 240 kilometrů za hodinu se těsně před cílem závodu vznese do vzduchu a zmizí. Další podivné jevy jsou pozorovány u pobřeží Nové Anglie, kde byla spatřena buď mořská nestvůra, nebo ponorka. Objekt však vždy zmizel dříve, než mohl být křižníkem prozkoumán.

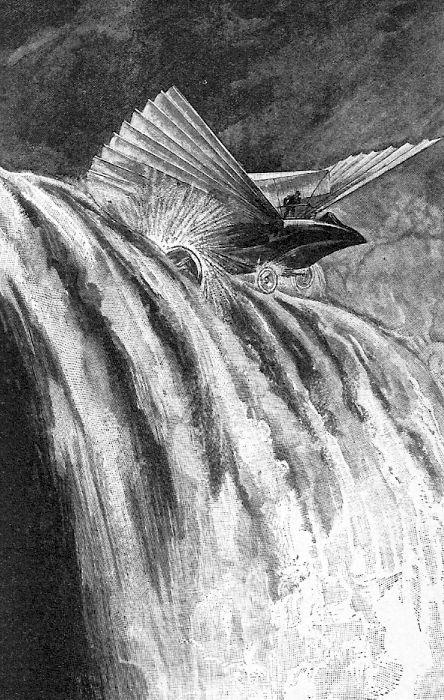
Roburův létající stroj Postrach, ilustrace Georga Rouxe k románu Pán světa.

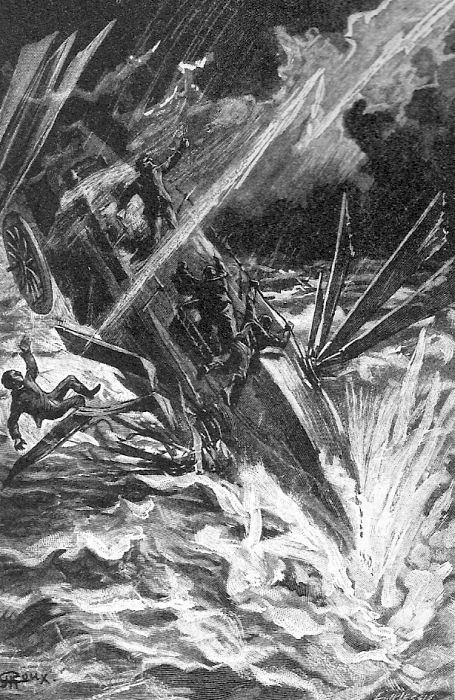
Zánik Postrachu, ilustrace Georga Rouxe k románu Pán světa.

Inspektor Strock nachází ve své poštovní schránce anonymní dopis, který jej varuje před dalším pátráním. Další dopis podepsaný Pánem světa je doručen na policejní prezídium ve Washingtonu a je v něm vládě USA sděleno, že jeho tajemný stroj je nepolapitelný. Mezitím se inspektor Strock dozvídá, že Postrach byl spatřen jako loď na jezeru Erije poblíž města Toledo v Ohiu. Objeví jej v jednom zálivu a pokusí se jej se skupinou policistů neúspěšně obsadit. Při tom se dostane na jeho palubu. Když na Postrach zaútočí dvě americké válečné lodě, zamíří nejprve stroj po vodě k Niagarským vodopádům, tam se na jeho trupu objeví dvě křídla, stroj vzlétne a prchne jako letadlo.
Strock se dostane jako zajatec na tajnou Roburovu základnu na Great Eyry a později s ním letí na Postrachu přes Mexický záliv. Tam je však stroj v bouřce zasažen bleskem a zřítí se. Jediný, kdo je po katastrofě nalezen, je inspektor Strock. Osud Robura zůstal neznámý, má se ale za to, že zahynul.
Dle Strockova svědectví měl Postrach vřetenovitý tvar, vpředu špičatější než vzadu, hliníkový trup a křídla z hmoty, jejíž podstatu Strock nedovedl určit. Měkkou jízdu i při plné rychlosti zajišťovala čtyři kola o průměru asi šedesáti centimetrů, opatřená rámy s velmi silnými pneumatikami. Paprsky kol se lopatkovitě rozšiřovaly, čímž zvyšovaly rychlost stroje při plavbě na hladině i pod vodou. Křídla byla v klidu složena podél boků. Hnací silou byla stroje byla elektřina, bližší podrobnosti Strock nevypátral.
Dílo se neřadí k nejpovedenějším Vernovým dílům. K největším záhadám románu nepatří totiž jen technické řešení stroje. V knize nebylo nikdy vysvětleno, čeho chtěl Robur svými činy dosáhnout a proč jeho vcelku neškodné počínání vzbudilo takovou nelibost úřadů Spojených států, že proti němu vyslaly nejen zvláštního agenta, ale i vojenské lodě.
Přemýšlivý čtenář je však schopen si na tyto otázky odpovědět: Robur vlastní stroj, který se může pohybovat po zemi, po vodě i vzduchem daleko větší rychlostí než jakýkoliv jiný stroj té doby. To ho činí nedosažitelným a nedotknutelným pro kohokoliv na zeměkouli; žádná lidská moc se mu nedokáže postavit.
Robur sám to říká v dopise vládám všech států:
| „ | Nechť si starý i nový svět uvědomí, že nezmůže nic proti mě a já zmůžu vše proti němu! | “ |

Z tohoto důvodu se Robur považuje za nejmocnějšího muže na zeměkouli a prohlásí se "pánem světa". Proto mu všechny státy světa vyhlásí neúprosnou válku (postaví ho mimo zákon). Jak se však ukazuje při pronásledování na Niagaře, tuto válku svět nemůže vyhrát.
Robur se ke konci knihy čím dál víc vzdaluje čemukoliv lidskému a scéna, kdy je Postrach "v bouři zasažen bleskem", je pro přemýšlivého čtenáře daleko symboličtější: v závěru románu se totiž Robur, přesvědčený o své všemocnosti, rozhodne postavit samotnému Bohu, zosobněnému živly. Avšak neuspěje, když mu Bůh (?), podobně jako v biblickém příběhu o padlém andělu Luciferovi, sežehne bleskem křídla.
Tomu, komu tato teorie připadá přehnaná, nabízí Verne další nápovědu v samotném závěru knihy.

„Tak co, pane,“ řekla Grada, „neměla jsem pravdu?“

„Pravdu? V čem?“

„Když jsem říkala, že Great Eyry slouží za příbytek ďáblu.“

„Nesmysl, tenhle Robur přece nebyl ďábel!“

„Eh, co,“ odpověděla stará žena, „rozhodně byl hoden toho jím být!“

Takto se ze vcelku banální příhody o vynálezci, jehož stroj byl zničen bouří, stává jedno z nejpůsobivějších zakončení jakéhokoliv Vernova románu.

## Ilustrace
Knihu Pán světa ilustroval George Roux.

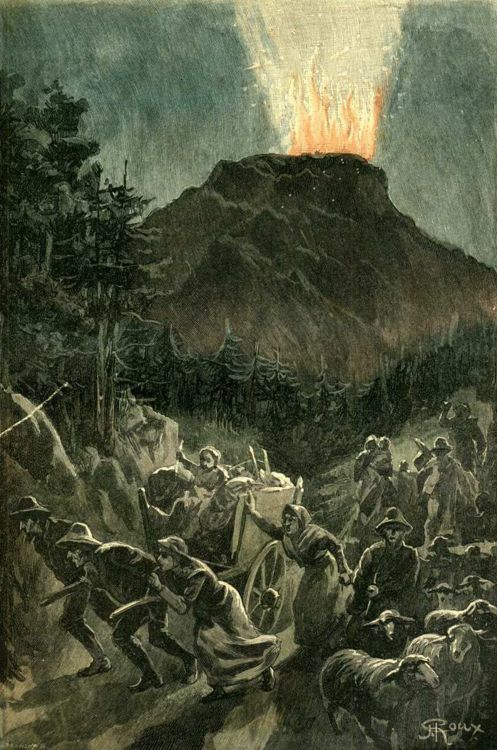
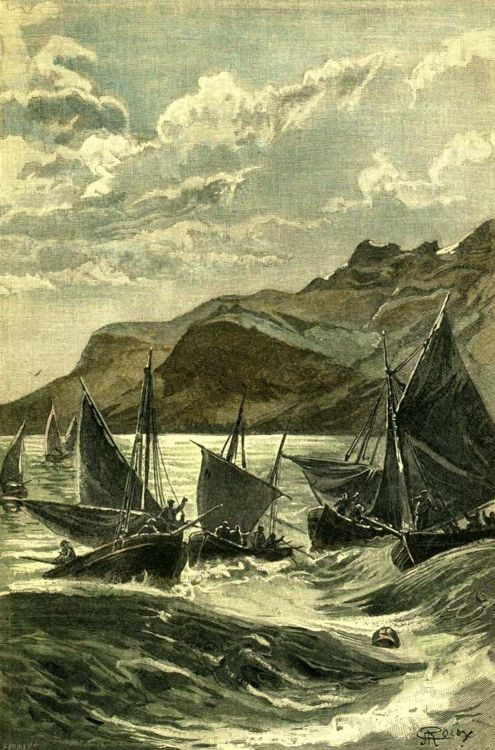
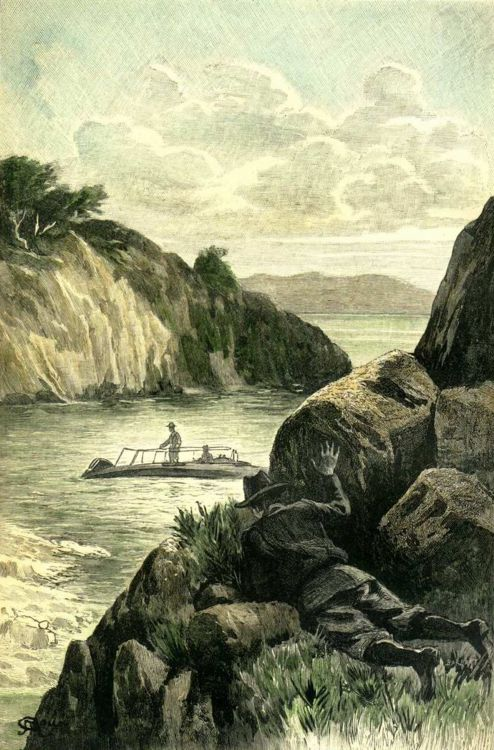
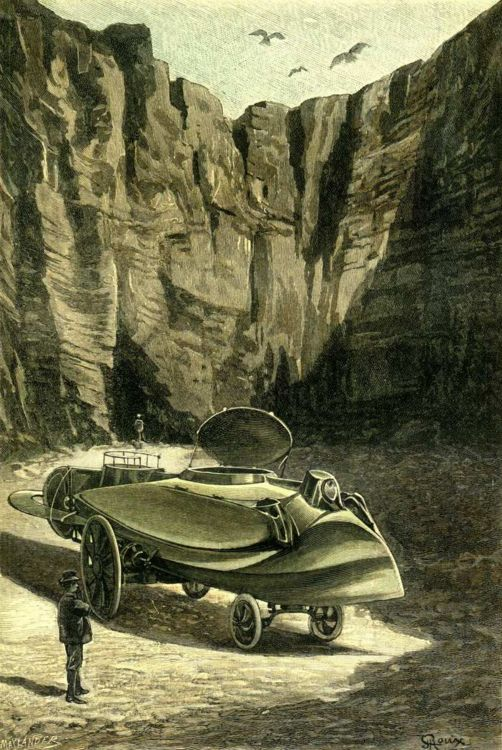
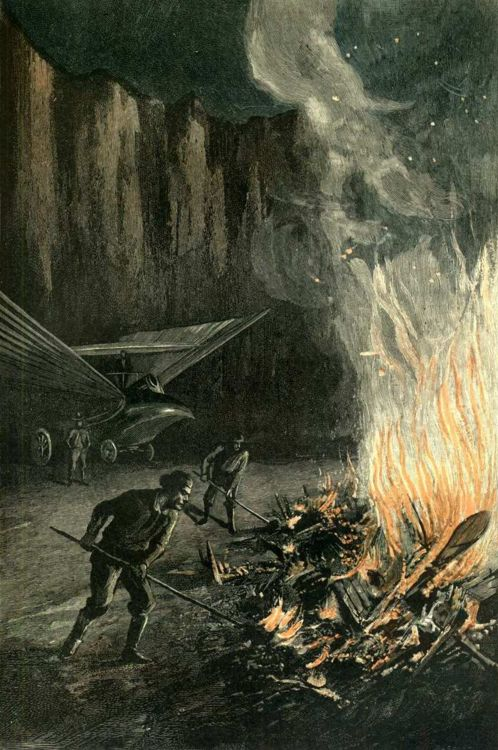

## Filmové adaptace
Na motivy obou románů o Roburovi natočil roku 1961 americký režisér William Witney film Pán světa (Master of the World), ve kterém hrál Robura Vincent Price a detektiva Johna Strocka Charles Bronson.

## Česká vydání
- Pán světa, Josef R. Vilímek, Praha 1905, přeložil František Vojtíšek, Dostupné online.
- Pán světa, Eduard Beaufort, Praha 1915, přeložil Bořivoj Prusík,
- Pán světa, Josef R. Vilímek, Praha 1925, přeložil František Vojtíšek,
- Robur Dobyvatel a Pán světa, SNDK, Praha 1964, přeložil Václav Netušil, znovu Mustang, Plzeň 1996.
- Pán světa, Návrat, Brno 1998, přeložil František Vojtíšek, znovu 2006.
- Pán světa, Nakladatelství Josef Vybíral, Žalkovice 2014, přeložil František Vojtíšek.